# Taufkirchen an der Pram
Taufkirchen an der Pram è un comune austriaco di 2 894 abitanti nel distretto di Schärding, in Alta Austria; ha lo status di comune mercato (Marktgemeinde).